# جرمی کورینوس
جرمی کورینوس (فرانسوی: Jérémy Corinus‎؛ زادهٔ ۱۶ مارس ۱۹۹۷) بازیکن فوتبال اهل فرانسه است.

## باشگاهی
از باشگاه‌هایی که در آن بازی کرده‌است می‌توان به باشگاه فوتبال آژاکسیو اشاره کرد.